# Bréau (Gard)
Bréau era una comuna francesa que estaba situada en el departamento de Gard, de la región de Occitania, que en 1818 se fusionó con la comuna de Salagosse, formando la comuna de Bréau-et-Salagosse.

## Demografía
| Gráfica de evolución demográfica de Bréau entre 1793 y 1806 |
|                                                             |

Los datos demográficos contemplados en este gráfico se han cogido de la página francesa EHESS/Cassini.